# Letitia
Letitia is een meisjesnaam.
De naam is afgeleid van de naam Laetitia. Laetitia betekent "vreugde" in het Latijn. 

## Bekende naamdraagsters
- Letitia Vriesde, een atlete uit Suriname

## Fictieve personen
- Letty Ketterley of Letitia Ketterley, een personage uit De Kronieken van Narnia